# Hendrik Verwoerd
Hendrik Frensch Verwoerd (8. september 1901 – 6. september 1966) var statsminister i Sydafrika fra 1958, til han blev myrdet i 1966. Han var arkitekten bag apartheid, herunder indførelsen af hjemlandene, de såkaldte "bantustans".
Han blev født i Amsterdam, men hans familie emigrerede til Sydafrika, da han var tre måneder gammel.
Han blev i 1927 professor i psykologi ved afrikaanernes intellektuelle højborg, universitetet i Stellenbosch. 6 år senere skiftede han over til faget sociologi.
- I 1937 blev han udpeget til redaktør af avisen Die Transvaaler, der støttede Nationalistpartiets politiske linje.
- I 1948, da Nationalistpartiet vandt valget blev han udpeget til senator.
- I 1950 blev han minister for de "indfødtes" forhold (Minister of Native Affairs), og det var fra denne position, at han gennemførte mange af apartheidlovene.
- I 1958 blev han valgt til statsminister
- 31. maj 1961 udråbte han Sydafrika til en republik, efter at et lille flertal af hvide vælgere (både sorte og farvede var da  uden  stemmeret), havde stemt for at Sydafrika skulle træde ud af Commonwealthsamarbejdet.

I 1960 forsøgte en hvid landmand at skyde Verwoerd, mendet mislykkedes. Seks år senere blev han dræbt af et bud i parlamentet, Demetrio Tsafendas.